# دابا (یانگژیانگ)
دابا (به لاتین: Daba) یک منطقهٔ مسکونی در چین است که در ناحیه یانگدونگ واقع شده‌است.